# إدغار بارث
إدغار بارث (بالألمانية: Michael Bartels)‏ مواليد 8 مارس 1968، هو سائق فورملا 1 ألماني سابق. فاز ببطولة جي تي الدولية.

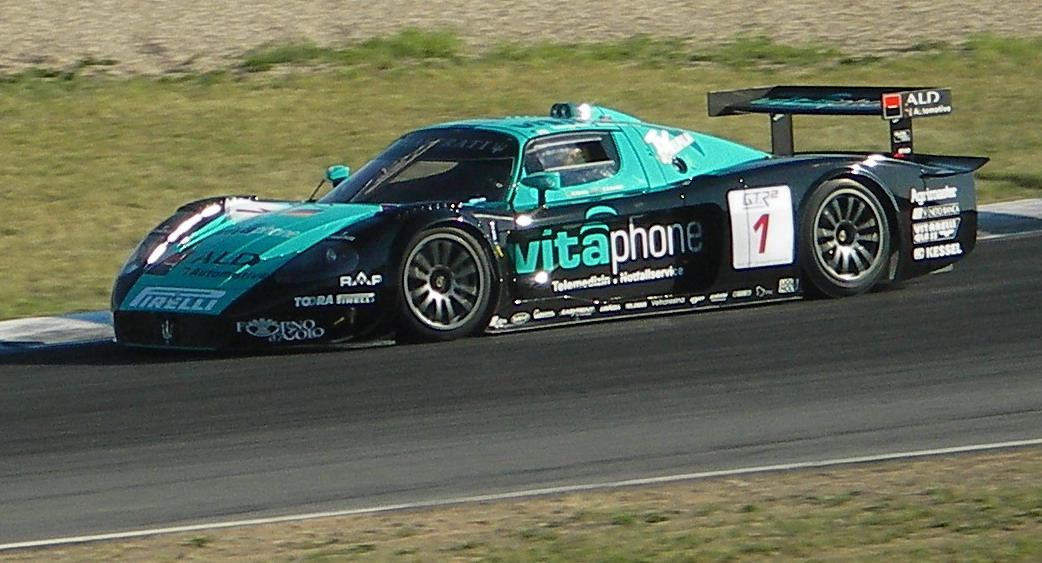
إدغار بارث

## سباقات شارك فيها
- بطولة العالم للسيارات الرياضية

## روابط خارجية
- إدغار بارث على موقع Racing-Reference.info (الإنجليزية)
- إدغار بارث على موقع DriverDB.com (الإنجليزية)